# Такер, Форрест (преступник)
Форрест Сильва "Вуди" Такер (англ. Forrest Silva "Woody" Tucker, 23 июня 1920 в Майами, Флорида — 29 мая 2004 в Форт-Уэрте, Техас) — американский преступник, впервые заключённый в тюрьму в возрасте 15 лет. Он наиболее известен как мастер побегов, по его собственным подсчётам совершил «18 успешных и 12 безуспешных» побегов из тюрем. На его биографии основан фильм 2018 года «Старик с пистолетом» с Робертом Редфордом в роли Такера.

## Ранние годы
Форрест Сильва Такер родился 23 июня 1920 года в Майами, штат Флорида, в семье Лероя Моргана Такера (1890–1938) и Кармен Такер (урождённая Сильва; 1898–1964). Лерой, оператор тяжёлого оборудования, ушёл из семьи, когда Форресту было шесть лет. Форрест воспитывался в Стюарте (Флорида) его бабушкой Эллен Сильва (урождённая Морган). Его первый побег из-под стражи произошёл весной 1936 года, после того, как он был заключён в тюрьму за кражу автомобиля.

## Личная жизнь
Такер был трижды женат и имел двоих детей, мальчика и девочку. Ни одна из его жён не знала о его преступной карьере, пока их не проинформировала полиция.

## Побеги из тюрем
Бывший заключённый федеральной тюрьмы Алькатрас, Такер смог сбежать от властей, когда его временно перевели в больницу в Сан-Франциско для операции. Через несколько часов он был схвачен ещё в наручниках и больничном халате. Его самый известный побег произошёл летом 1979 года из государственной тюрьмы Сан-Квентин в Калифорнии, когда он и два сообщника построили каяк и поплыли прочь на глазах у охранников. Его не могли поймать четыре года, в течение которых он и его банда занимались преступной деятельностью.
Излюбленным преступлением Такера были ограбления банков. По оценкам правоохранительных органов, Такер за свою карьеру украл из банков более 4 миллионов долларов. Такер написал ряд книг о своей жизни, в том числе «Алькатрас: правдивая история» (Alcatraz: The True Story) и «Открывашка» (The Can Opener), хотя неясно, были ли они когда-либо опубликованы.
Живя в доме престарелых во Флориде, в возрасте 79 лет и женившись в третий раз, Такер в одиночку ограбил около четырёх банков в ближайших окрестностях. В 2000 году Такера задержали правоохранительные органы. Суд приговорил его к 13 годам тюремного заключения в Федеральном медицинском центре Форт-Уэрта (ныне известном как Федеральное исправительное учреждение Форт-Уэрта).
В 2003 году Дэвид Гранн опубликовал в The New Yorker статью под названием «Старик с пистолетом» (The Old Man and the Gun), в которой описывалось последнее ограбление банка Такером. Такер не дожил до конца своего приговора, он умер в тюрьме 29 мая 2004 года в возрасте 83 лет.

## Фильм
Основная статья: «Старик с пистолетом»
В 2010 году продюсер Identity Films Энтони Мастромауро занялся разработкой киноверсии жизни Такера. Ранее фильм находился в разработке в Warner Bros. Pictures. Роберт Редфорд снялся в главной роли и спродюсировал фильм, а Дэвид Лоури написал сценарий и выступил режиссёром. Фильм вышел на экраны 28 сентября 2018 года. Редфорд объявил о своём намерении уйти из кино после этого фильма.